# Волнат Парк (Калифорнија)
Волнат Парк (енгл. Walnut Park) насељено је место без административног статуса у америчкој савезној држави Калифорнија.

## Демографија
По попису из 2010. године број становника је 15.966, што је 214 (-1,3%) становника мање него 2000. године.
| Група             | 2000.          | 2010.          |
| Белци             | 533 (3,3%)     | 268 (1,7%)     |
| Афроамериканци    | 58 (0,4%)      | 70 (0,4%)      |
| Азијати           | 83 (0,5%)      | 89 (0,6%)      |
| Хиспаноамериканци | 15.496 (95,8%) | 15.543 (97,4%) |
| Укупно            | 16.180         | 15.966         |